# ソゲドゥ
ソゲドゥ（モンゴル語: Sögedü、ロシア語: Сөгедү、中国語: 歳哥都、生没年不詳）は、チンギス・カンの子のトルイの庶子で、モンゴル帝国の皇族。『元史』などの漢文史料では歳哥都(suìgēdōu)、『集史』などのペルシア語史料ではسوگتای（Sūgtāi）と記される。

## 概要
ソゲドゥの母や生年については記録が残っておらず、モンケ・クビライ・フレグ・アリクブケといった嫡出の異母兄に比べ重要視されない人物であったことが窺える。
『元史』、『集史』といった史料にはソゲドゥに関する記述は少ないが、ティムール朝で編纂された『高貴系譜』にはフレグ・ハアンの西アジア遠征に従ったこと、サマルカンドに到着したところで亡くなりその柩がモンゴリアに戻されたことが記されている。
『集史』ではソゲドゥよりも息子のトク・テムルについて詳しく叙述しており、勇敢かつ弓手として優れていたこと、クビライ・カアンに命ぜられてノムガンとともにカイドゥとの戦いに出兵したが逆にノムガンを捕らえ叛旗を翻したこと（シリギの乱）を記している。
一方、『元史』宗室世系表ではソゲドゥの息子をスブデイ大王、スブデイの息子を荊王トク・テムル（Toq temür、脱脱木児）とする。しかし宗室世系表にスブデイの息子と孫として記される荊王トク・テムルと荊王イェス・エブゲン（Yes ebügen、也速不堅）は本来はオゴデイ家に属する人物で、更に父子の関係を取り違えている（実際にはイェス・エブゲンの息子がトク・テムル）。
これは同名であるソゲドゥの息子のトク・テムルと荊王トク・テムルを混同してしまい、誤って荊王父子をソゲドゥの系図に入れてしまったためであると考えられている。

## 家系
- ソゲドゥ（Sögedü ＞歳哥都/suìgēdōu,سوگتای/Sūgtāi）
  - スブデイ大王（Sübüdäi ＞速不歹/sùbùdǎi）
    - 叛王トク・テムル（Toq temür ＞脱黒帖木児/tuōhēi tiēmùér,توقتیمور/Tūq tīmūr）
    - カルスン大王（Qalusun ＞哈魯孫/hālŭsūn）